# Stevan Sinđelić
Stevan Sinđelić ([sindželić], srbskou cyrilicí Стеван Синђелић; 1771 Svilajnac – 19. květnajul./ 31. května 1809greg. Čegarská bitva u Niše) byl srbský vojvoda, bojovník prvního srbského povstání proti osmanské nadvládě. Patřil k významným osobnostem povstání, bojoval ve vítězných bitvách u Ivankovace a u Deligradu. Velel Resavské brigádě, se kterou bojoval v Čegarské bitvě, kde po dlouhém boji proti násobné turecké přesile zahynul.

## Život

### Původ a mládí
Narodil se jako Stevan Rakić roku 1771 ve vesnici Grabovac (dnes administrativně součást Svilajnace). Jeho otec Radovan Rakić, chudý řemeslník, zemřel ve Stevanově útlém dětství. Jeho matka Sinđelija se poté znovu provdala. Stevan byl pak přezdíván Sinđelić po své matce.
Ještě před povstáním Sinđelić pracoval pro kneze Petara na Resavě, který byl zabit dahiji při stětí knezů. Mladý Sinđelić se náhodně setkal s Karađorđem, když ten projížděl okolo srbské Moravy, a ten v mladém Sinđelićovi vzbudil zájem o protiturecký odboj.

### Povstání
Steven Sinđelić se na počátku prvního srbského povstání v roce 1804 postavil do čela odboje v kraji Resava. Z místních povstalců vytvořil vojenské jednotky a zahájil partyzánskou válku. Osmanská vojska, která se nacházela v Ćupriji, se přemístila, aby srbské povstání tvrdě potlačila. Sinđelić byl o činnostech Osmanů informován špiony, čímž se Srbové ocitli v určité výhodě. Sinđelić se svými silami efektivně operoval v oblasti mezi městy Svilajnac a Ćuprija a Osmané zde byli poraženi.
Sinđelić pak bojoval v bitvě u Ivankovace po boku vojevůdců Milenka Stojkoviće a Petara Dobrnjace, kde osmanská vojska generála Hafíse Mustafy paši utrpěla zdrcující porážku, sám paša bitvu nepřežil. U Ivankovace se Sinđelić vyznamenal, osvědčil se jako dobrý a schopný vojevůdce a tak byl Karađorđem Petrovićem jmenován velitelem Resavské brigády.
Sinđelić pak pokračoval v bojích proti Turkům formou partyzánské války v okolí Moravy. Povstalci pod jeho vedením osvobodili města Ćuprija, Paraćin, Ražanj a rozsáhlé oblasti kolem nich, dále pak území severně od Deligradu. Tam se srbské síly opevnily. Čekal je masivní střet s velkou armádou pod velením Huršída Paši, jejíž jednotky byly nashromážděny v nišské pevnosti.
Stevanova brigáda bojovala s Osmany v oblastech, které se nacházely jižně od města Niš. Srbové zahájili několik útoků proti pevnosti Niš, ale pokaždé byli odraženi početnějšími Osmany. Po dvouměsíčním boji podnikli Osmané 19. května 1809 protiútok proti srbským pozicím. Sinđelić a jeho brigáda se oddělili od zbytku srbských partyzánských pozic a když Sinđelić viděl, že jeho brigáda má malou naději na odvrácení osmanské ofenzívy, rozhodl se vystřelit ze své křesadlové pistole do hromady sudů se střelným prachem. Srbové, kteří zůstali v zákopu se Sinđelićem, byli stejně jako útočící Osmané zasaženi explozí a zahynuli. Odhaduje se, že během exploze bylo zabito přes 6 000 osmanských vojáků.
Turci na příkaz Huršída Paši postavili na cestě do Konstantinopole slavnou věž lebek, která obsahovala 952 lebek srbských revolucionářů, jako varování pro Srby a další balkánské národy. Ve zdech věže v Niši se zachovalo přes 50 lebek; jedna, údajně patřící Stevenu Sinđelićovi, je umístěna ve zvláštní vitríně.
Bitva na vrchu Čegar se stala v jižním Srbsku symbolem boje proti turecké nadvládě.

## Odraz v kultuře

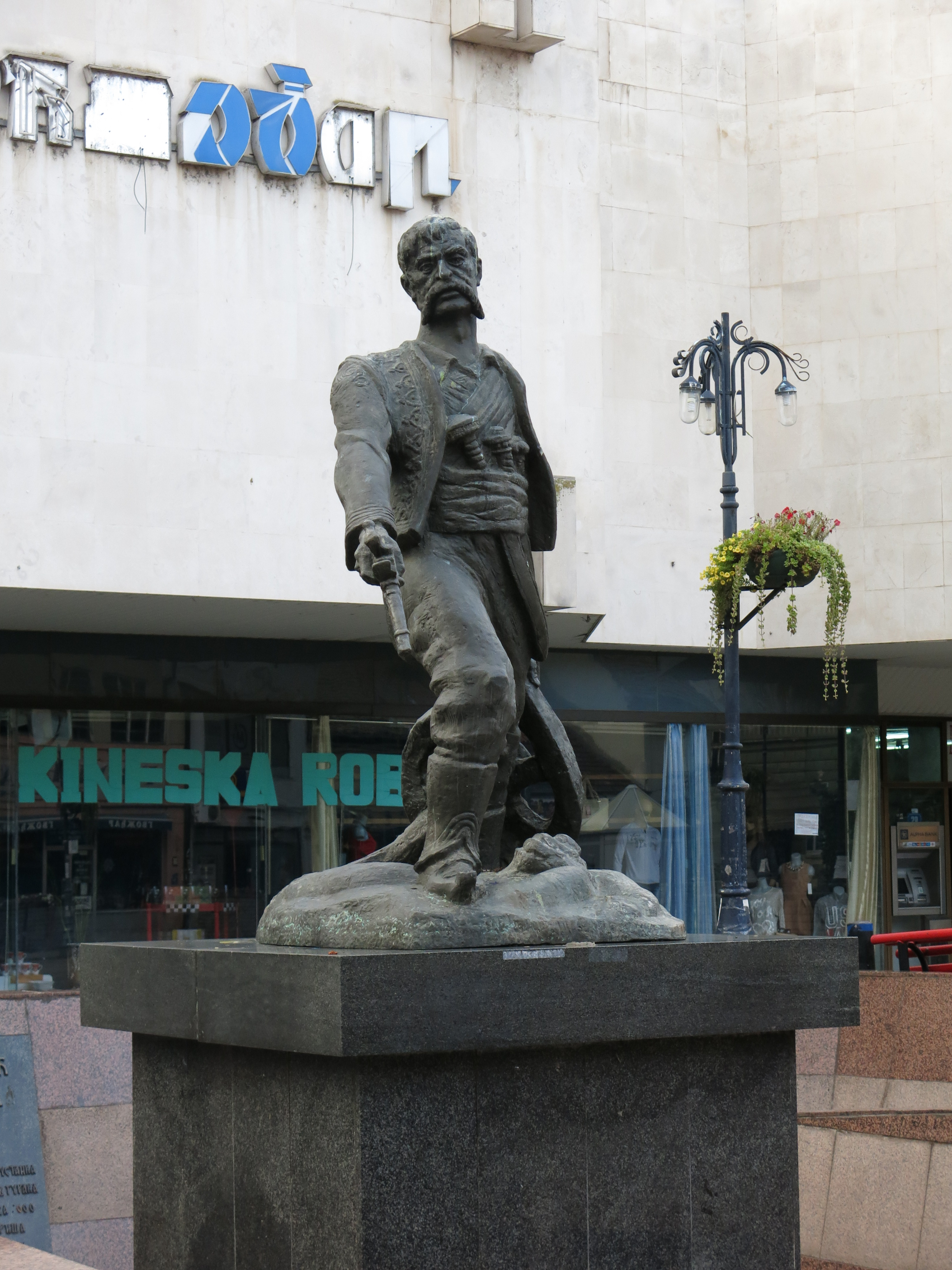
Sinđelićova socha ve Svilajnaci

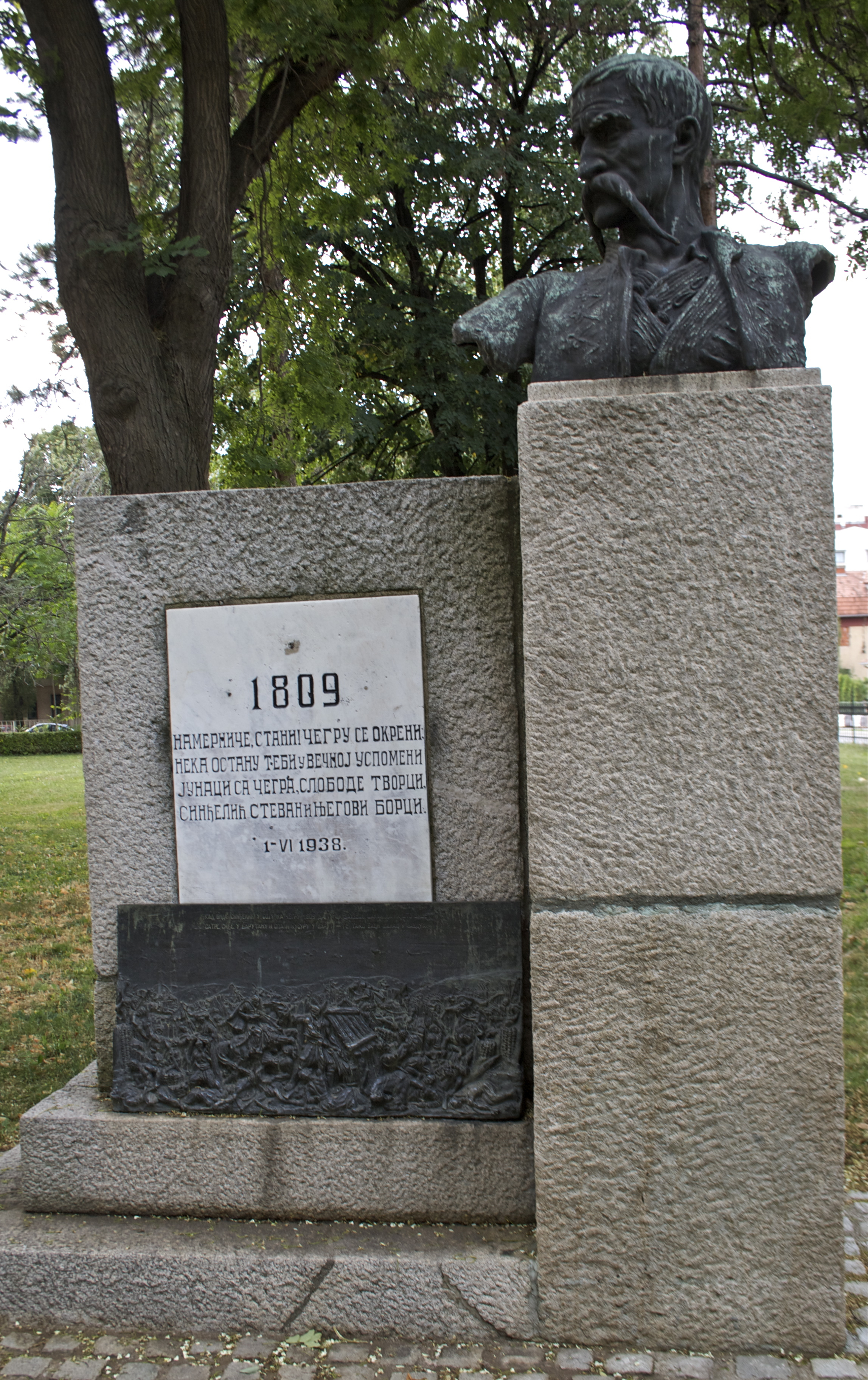
Busta a pamětní deska Sinđeliće v Niši

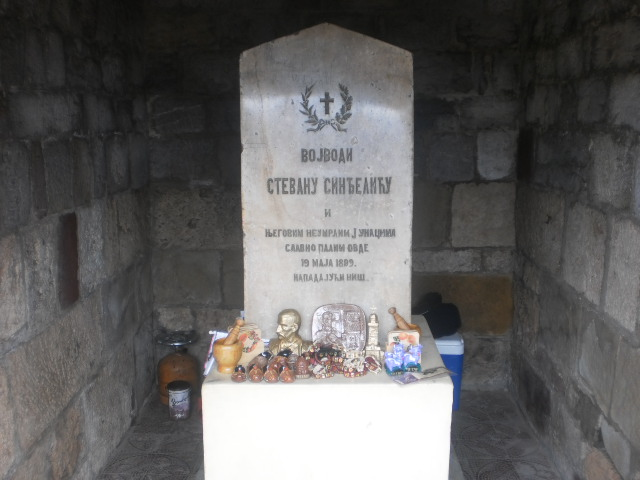
Památník Stevana Sinđeliće u Čegaru, místa jeho skonu

V dnešním Srbsku je veleben jako národní hrdina, je jakýmsi symbolem srbského národního odboje proti Turkům. Je oslavován v písni Oj vojvodo Sinđeliću, jeho pomníky se nachází po celé zemi.